# 莱翁
莱翁（法語：Léhon，法語發音：[le.ɔ̃]）是法国阿摩尔滨海省的一个旧市镇，属于迪南区。2018年1月1日，莱翁并入迪南。

## 地理
莱翁（48°26'31"N, 2°2'22"W）面积4.6 平方千米，位于法国布列塔尼大區阿摩尔滨海省，该省份为法国西北部沿海省份，位于布列塔尼半岛北部，北濒大西洋英吉利海峡，西接菲尼斯泰尔省，南至莫尔比昂省，东临伊勒-维莱讷省。
与莱翁接壤的市镇（或旧市镇、城区）包括：朗瓦莱、凯韦尔、圣卡尔内、特雷利旺。

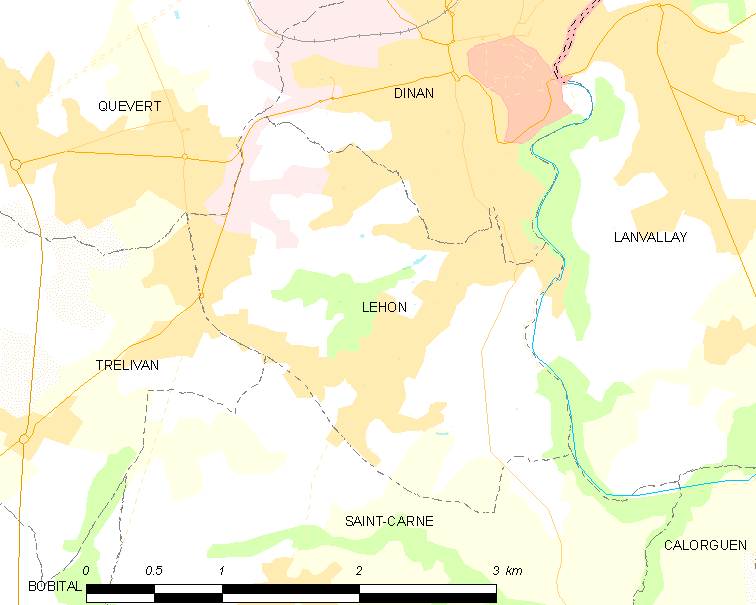
莱翁的OSM定位图

莱翁的时区为UTC+01:00、UTC+02:00（夏令时）。

## 行政
莱翁的邮政编码为22100，INSEE市镇编码为22123。

## 政治
莱翁所属的省级选区为迪南县。

## 人口

1962-2008年间莱翁人口变化图示

莱翁于2018年1月1日时的人口数量为3110人。